# Philippe McKenzie
Pour les articles homonymes, voir McKenzie.
Philippe McKenzie, parfois crédité Pinip McKenzie, né le 26 octobre 1953 à Mani-utenam au Québec et mort le 12 juillet 2024,,, est un auteur-compositeur-interprète innu considéré comme un pionnier de la musique folk autochtone et le père de la musique innue contemporaine.

## Biographie
Philippe McKenzie est né en 1953 dans la communauté innue de Mani-utenam. Son père ayant été envoyé à Rivière-du-Loup pour étudier, il y aurait eu coupure des traditions dans la famille. Cette fracture avec la vie traditionnelle des ancêtres aurait poussé Philippe McKenzie à revendiquer et défendre les modes de vie et les droits ancestraux. Dès l'âge de 13 ans, il commence à jouer la guitare et au début des années 1970, il rejoint le groupe innu Tamtam Boys. Vers 1975, il enregistre deux albums en innu-aimun avec le Service du Québec nordique de Radio-Canada. C'est au sein du groupe de Philippe McKenzie que Florent Volant et Claude McKenzie se rencontrent. Cette rencontre donne naissance, quelques années plus tard, au groupe Kashtin. En 1984, Philippe McKenzie et Florent Volant fondent le festival Innu Nikamu. Ce festival de musique et d'art autochtone, l'un des plus importants en Amérique du Nord, a lieu chaque année à Mani-utenam. Il est considéré comme étant à l'origine de la musique innue contemporaine en plus d'avoir inspiré deux générations d'artistes autochtones.
En 2014, le festival Innu Nikamu souligne ses 30 ans de carrière et cette célébration marque également son retrait de la sphère publique.